# Jumper (film)
Jumper is een Amerikaanse film uit 2008 onder regie van Doug Liman. De film is gebaseerd op een boek van Steven Gould. Ze werd genomineerd voor Saturn Awards voor beste sciencefictionfilm en beste filmmuziek (van John Powell).

## Verhaal
David is een jongeman die, nadat zijn moeder hem op 5-jarige leeftijd verliet, ontdekt dat hij kan teleporteren. David komt erachter dat deze gave al eeuwen voorkomt bij mensen met dezelfde genetische afwijking als hij. Een geheime organisatie wil alle mensen met deze gave uitroeien, en David moet vechten voor zijn leven, bijgestaan door een mysterieuze jongen die ook over de gave beschikt.

## Rolverdeling
| Acteur             | Personage       |
| ------------------ | --------------- |
| Hayden Christensen | David           |
| Samuel L. Jackson  | Roland          |
| Jamie Bell         | Griffin         |
| Diane Lane         | Mary Rice       |
| Rachel Bilson      | Millie          |
| AnnaSophia Robb    | Millie als kind |
| Tom Hulce          | Meneer Bowker   |
| Michael Rooker     | William Rice    |
| Teddy Dunn         | Mark            |
| Max Thieriot       | David als kind  |
| Kristen Stewart    | Sophie          |